# Без предела (фильм, 1931)
«Без предела» (англ. No Limit) — чёрно-белая романтическая комедия 1931 года. Один из звуковых фильмов Клары Боу.

## Сюжет
Хелен О’Дэй по прозвищу Банни живёт в Нью-Йорке и работает билетёршей в театре. Однажды она находит оброненный одним из посетителей портсигар и влюбляется в его обладателя, Дугласа Тайера — так страстно, что даже отказывается от вознаграждения за находку. Далее директор театра Оле Ольсен просит Банни на время его отпуска присмотреть за квартирой, которую недавно досталась ему в наследство. Банни соглашается. Квартира оказывается шикарными двенадцатикомнатными апартаментами на Парк-авеню.
Когда Банни становится ясно, что в одной из комнат апартаментов устроен подпольный игорный клуб, она приходит в ужас и поначалу хочет немедленно покинуть это место, но затем узнает, что один из завсегдатаев клуба — Дуглас Тайер, и остается. Вскоре между Банни и Дугласом начинается роман, но девушка пока не знает, что на самом деле её воздыхатель возглавляет воровскую шайку. Когда Дуглас делает попытку уложить Банни в постель, она отказывает ему, заявив, что готова уступить только после свадьбы. Тогда Дуглас берет её в жены, заверив своих сообщников, что пошёл на этот шаг только затем, чтобы пожить в роскошных апартаментах Ольсена, и что бросит Банни, как только она ему надоест.
Однажды вечером, когда Дуглас якобы ушёл по делам, Банни наряжается в своё лучшее платье и отправляется в театр. За кулисами она знакомится с известной актрисой Бетти Ройс, которая на этот вечер надела свои прославленные украшения стоимостью в миллион долларов. Посреди спектакля в театре гаснет свет, а когда лампы вновь зажигаются, оказывается, что драгоценности Бетти пропали. Уезжая домой, Банни замечает в толпе зрителей Дугласа. Дома Дуглас уверяет девушку, что ездил покупать ей подарок, и дарит бриллиант из кольца Бетти. Затем в кармане мужниного пальто Банни — вместо сигарет, которые искала, — находит пустое кольцо. Она догадывается, откуда взялся её бриллиант, и уже готова обвинить Дугласа в воровстве, но случайно подслушивает разговор мужа с сообщниками и узнает, что он собирается бежать из города, так как полиции стало известно, что в ночь ограбления его жена встречалась с актрисой.
Банни пытается задержать Дугласа, но при появлении полиции тот удирает, и девушку арестовывают как сообщницу. Из любви к супругу она готова взять на себя его вину, но тут Дуглас проявляет неожиданное благородство, возвращается и сдает полиции украденные драгоценности. Отсидев положенное время в тюрьме, Дуглас выходит на свободу и воссоединяется с Банни, которая к тому времени стала менеджером в своем старом театре.

## В ролях
| Актёр         | Роль                |
| ------------- | ------------------- |
| Клара Боу     | Хелен «Банни» О’Дэй |
| Норман Фостер | Дуглас Тайер        |
| Стюарт Эрвин  | Оле Ольсен          |
| Телма Тодд    | Бетти Ройс          |